# Volkertshausen
Volkertshausen es un municipio alemán en el sur de Baden-Wurtemberg. Está ubicado en el centro de la Hegovia a 443 m s. n. m. Con un territorio municipal de sólo 5,15 km² es el municipio más pequeño del distrito de Constanza.